# Gul fackförening
En gul fackförening är en facklig sammanslutning som styrs eller kontrolleras av arbetsgivaren i syfte att förhindra strejker eller motverka arbetarnas inflytande på lönerna eller andra produktionsförhållanden. De är förbjudna enligt artikel 2 i ILO:s konvention nr 98 från 1949. Med hjälp av ett gult fack kan en arbetsgivare kontrollera motparten i förhandlingar om t.ex. kollektivavtal.

## Historia

### Ursprung
Det första gula facket, Fédération nationale des Jaunes de France, grundades i Frankrike av Pierre Biétry år 1902. Den gula färgen valdes för att understryka skillnaden mot rött som associerades med socialism. Gula fackförbund, i motsats till röda fackförbund såsom Confédération Générale du Travail, motställde sig klasskamp och förordade istället samarbete mellan kapital och arbetarklass, och man motsatte sig stridsåtgärder såsom strejk för att lösa arbetskonflikter. Istället framhölls i nationalistisk anda enighet inom nationen oavsett klasstillhörighet.
Enligt den israeliska historikern Zeev Sternhell hade det gula facket i Frankrike åren före första världskriget ungefär en tredjedel så många medlemmar som Confédération Générale du Travail, men det gula facket finansierades direkt av företagsintressen. Tidiga förespråkare av gula fackföreningar, såsom Pierre Biétry och Maurice Barrès, var troende katoliker och hyste antisemitiska värderingar som de delade med den dåtida franska ytterhögern, främst ultrakonservativa Action française. Fenomenet kan därmed ses som en föregångare till senare fascistisk korporativism.

### Utveckling i Frankrike och Tyskland
År 1905 bildades de första gula fackföreningarna i Tyska riket av landets stora industrikoncerner för att konkurrera med oberoende, arbetarstyrda organisationer. I och med Stinnes-Legien-avtalet 1918 tvingades de största bolagen i landet skriva under att sluta betala de gula fackföreningarna, i fruktan av att deras egendom skulle förstatligas till följd av den pågående novemberrevolutionen. 1933 upplöstes alla fackföreningar liksom alla arbetsgivarorganisationer med inrättandet av Tyska arbetsfronten för både arbetsgivare och arbetstagare.
Under den nazityska ockupationen av Frankrike 1940-1944 förbjöds regelrätta fackförbund och arbetstagare organiserades i företagsstyrda industrikorporationer enligt fascistisk modell av Vichyregimen.

## Gula fackföreningar efter land

### USA
Gula fack var väldigt populära i USA i början på 1900-talet för att hindra anställda att organisera sig och gemensamt ställa krav på bättre arbetsvillkor. I och med stiftandet av National Labor Relations Act 1935 förbjöds arbetsgivare att direkt blanda sig i facklig verksamhet i landet men företag försökte hitta andra sätt att motverka oberoende organisering av sina anställda på arbetsplatsen.

### Japan
I Japan splittrades fackföreningsrörelsen på 1920-talet i högerorienterade "samarbetsvilliga" fack som förespråkade representation av både arbetarnas och kapitalägarnas intressen, och vänsterorienterade fack som ville bevara arbetarnas oberoende organisering. Kraftigt politiskt motstånd mot den politiska vänstern under mellankrigstiden förhindrade att fackföreningar fick mycket spelrum på arbetsmarknaden, och arbetarnas rättigheter förblev begränsade. 1940 löstes alla regelrätta fackföreningar upp och både arbetsgivare och arbetstagare organiserades i en statskontrollerad korporation, Sangyo Hokokukai. Än idag är det vanligt med mycket nära relationer mellan fackföreningar och företagsledning i Japan och gula fackföreningar accepteras.

### Danmark
I Danmark har de så kallade alternativa eller "gula" fackföreningarna med tillhörande a-kassor fått ökad anslutning under senare decennier sedan ny lagstiftning öppnat upp för tvärfackliga a-kassor, det vill säga a-kassor som inte är knutna till de traditionella fackförbunden. År 2017 var nästan var sjätte dansk fackmedlem ansluten till en alternativ eller gul fackförening..

### Sverige
I november 1899 bildades Svenska arbetareförbundet, som en direkt reaktion på LO:s formaliserade koppling till SAP. Organisationen aspirerade på att vara en icke-socialistisk fackförening, men möttes med stor misstänksamhet av arbetarrörelsen som betraktade den som en överlöpare i den fackliga kampen och en täckmantel för strejkbryteri. Dess ledare, Josef Nilsson, kallades av kritikerna Gule Josef.